# Nathalis iole
Nathalis iole är en fjärilsart som beskrevs av Jean Baptiste Boisduval 1836. Nathalis iole ingår i släktet Nathalis och familjen vitfjärilar. Inga underarter finns listade i Catalogue of Life.

## Bildgalleri

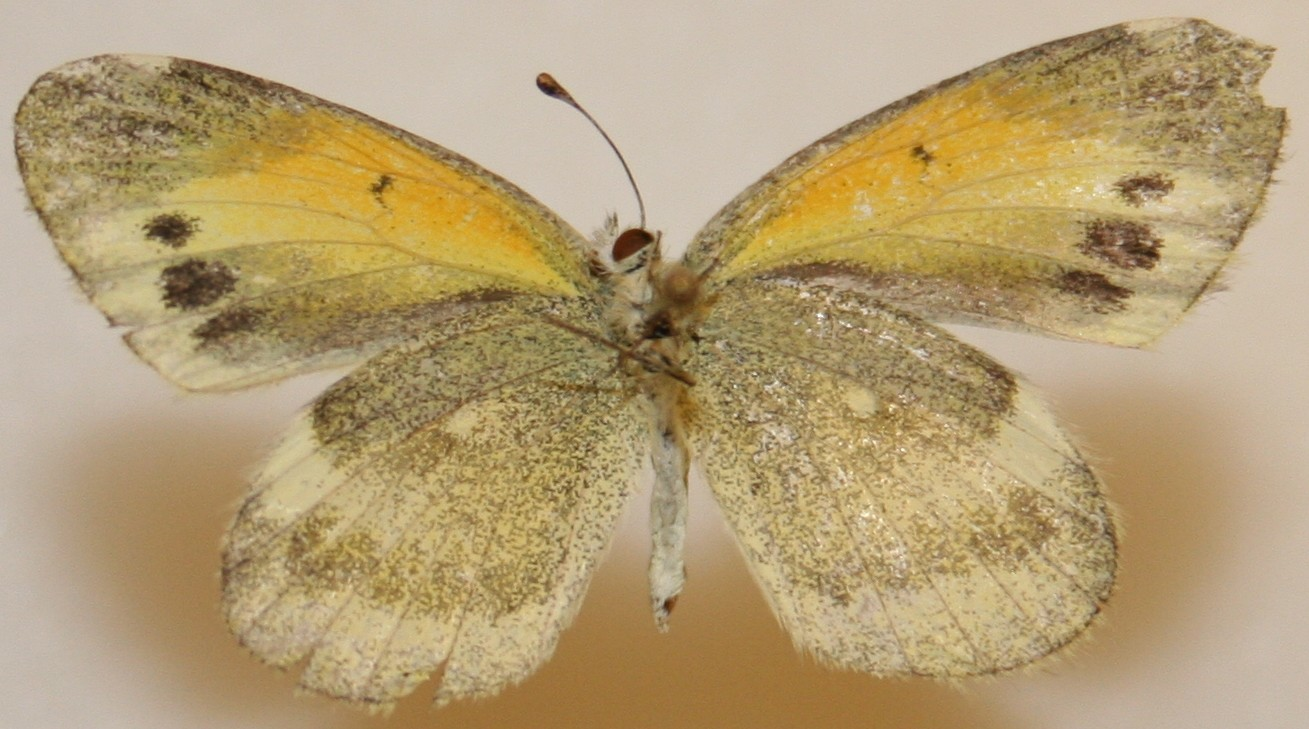
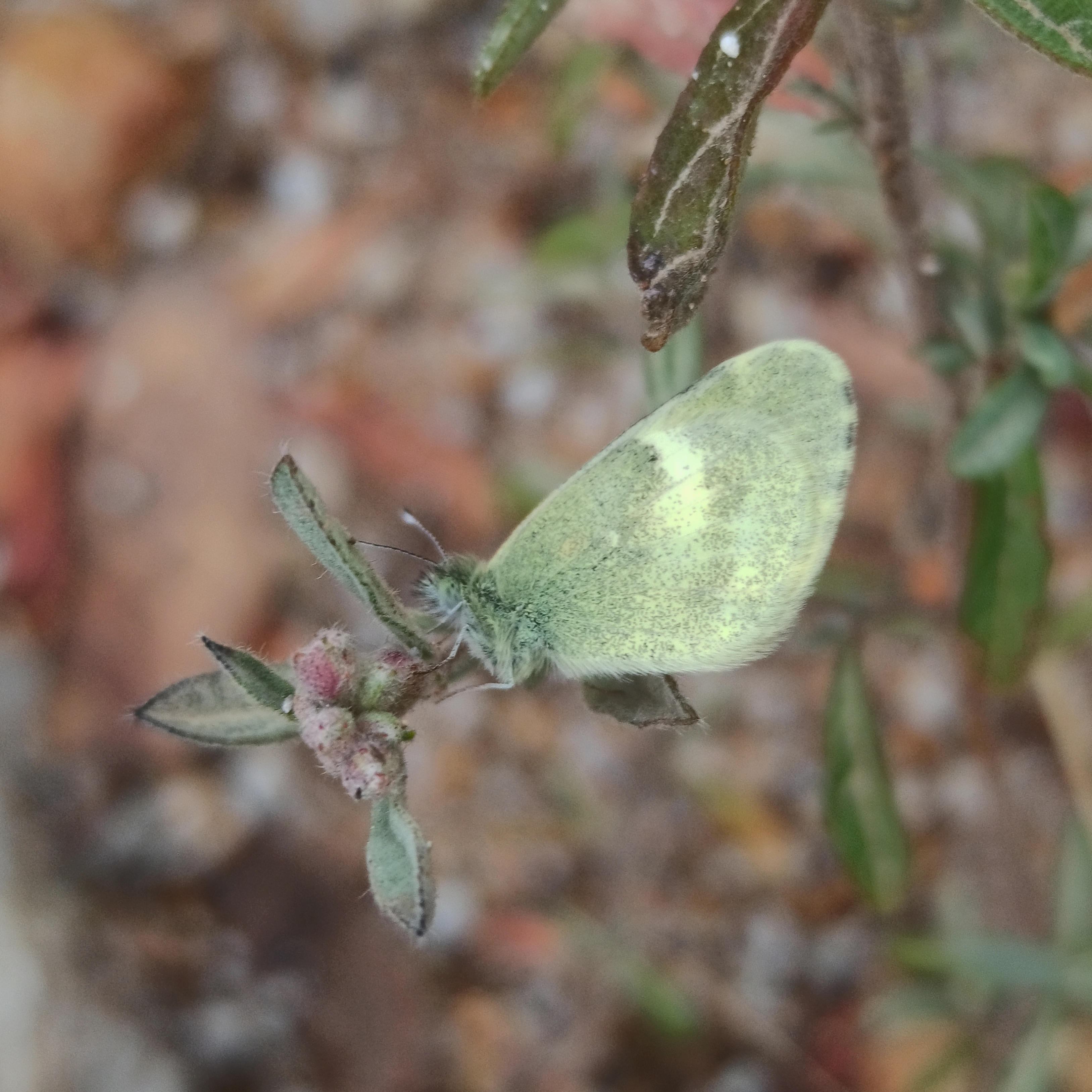